# Bistum Quilmes
Das Bistum Quilmes (lat.: Dioecesis Quilmensis, span.: Diócesis de Quilmes) ist eine in Argentinien gelegene römisch-katholische Diözese mit Sitz in Quilmes.

## Geschichte
Das Bistum Quilmes wurde am 19. Juni 1976 durch Papst Paul VI. mit der Päpstlichen Bulle Ut spirituali Christifidelium utilitati aus Gebietsabtretungen des Erzbistums La Plata und des Bistums Avellaneda errichtet. Es wurde dem Erzbistum La Plata als Suffraganbistum unterstellt. Am 26. September 2007 wurde das Bistum Quilmes dem Erzbistum Buenos Aires als Suffraganbistum unterstellt.

## Bischöfe von Quilmes
- Jorge Novak SVD, 1976–2001
- Luis Teodorico Stöckler, 2002–2011
- Carlos José Tissera, seit 2011

## Weblinks

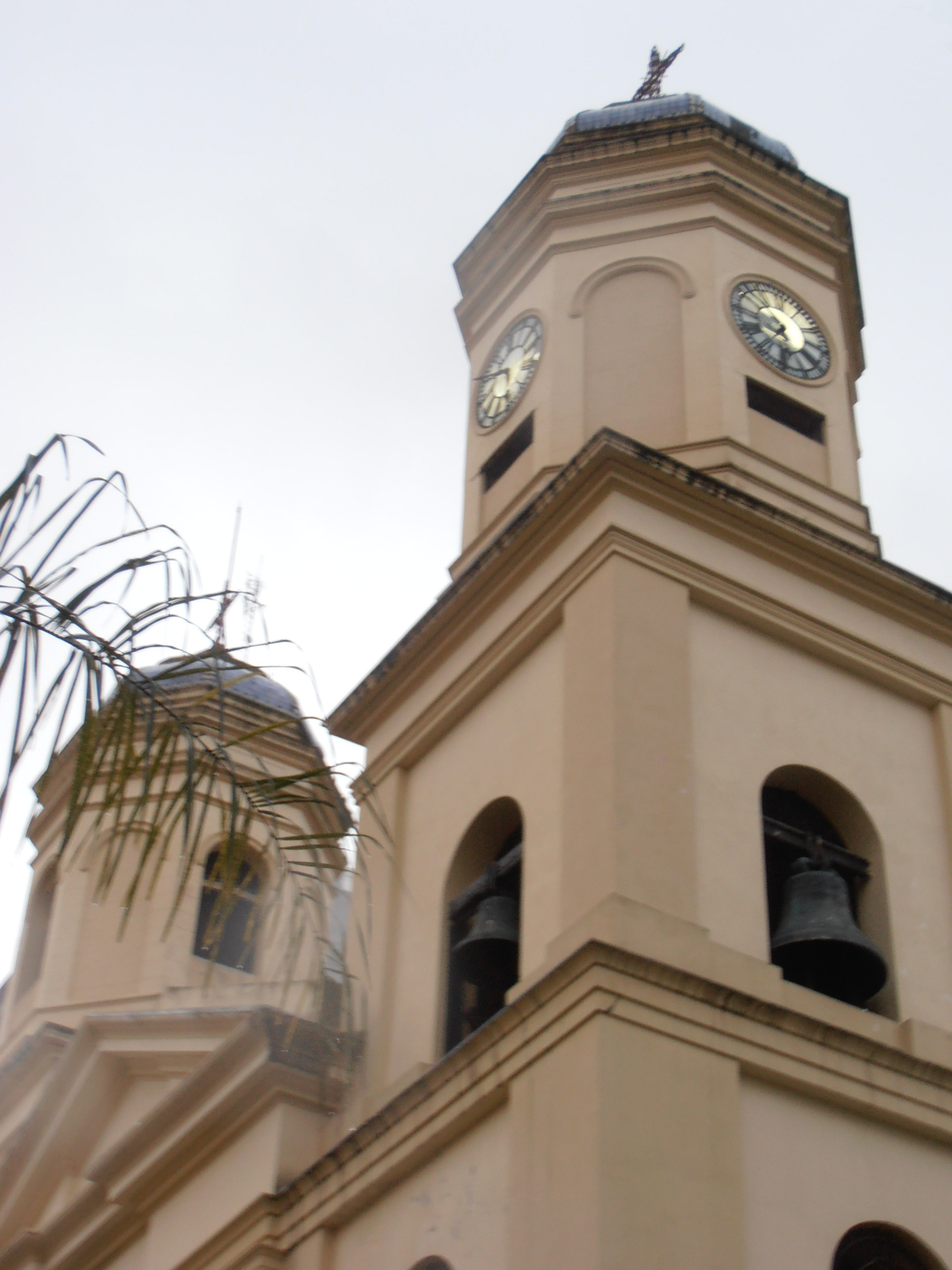
Glockentürme der Kathedrale von Quilmes